# Jura de bandera
Jura de la bandera, según el Diccionario de la lengua española de la Real Academia Española, es el «acto solemne en que cada individuo de las unidades o de los reemplazos militares jura obediencia y fidelidad en el servicio de la patria». Así mismo, jura de bandera, sin el artículo la, y en una acepción que relaciona con Colombia, resulta la «promesa civil de lealtad y servicio a la nación».

## En España
En España, y considerando de modo general jura de bandera, se explicita que es uno de los actos más solemnes que existen pero, lejos de lo que algunos puedan creer, este proceso no está reservado exclusivamente al personal militar, ya que cualquier ciudadano que lo desee puede participar en una Jura civil, existiendo un sitio web en que el Ministerio de Defensa de España proporciona un calendario de actividades de jura de bandera.

## Juramento a la bandera
En otros ámbitos nacionales, específicamente en ciertos países americanos, tanto en Sudamérica, América Central como América del Norte, se llevan a cabo una serie de ceremonias, tanto militares como civiles, relacionadas con la bandera, su significado y relación, y que se pueden vincular con el denominado juramento de lealtad, un acto que tiene lugar en acontecimientos públicos y especialmente en las aulas de los colegios públicos en los Estados Unidos, al igual que en otros países de los entornos mencionados.
Entre ellos, se señalan los siguientes:
- Juramento a la Bandera (Chile), ceremonia celebrada cada año por el Ejército de Chile, recordando a los 77 jóvenes soldados que combatieron hasta la muerte durante la Batalla de La Concepción, entre el 9 y 10 de julio de 1882

- Juramento a la Bandera (Colombia), un soneto colombiano alusivo a la soberanía nacional.

- Juramento a la Bandera (México), acto individual o masivo en el que se realiza un juramento que comúnmente se celebra cada lunes en el homenaje, antes de cantar el Himno Nacional Mexicano.

- Juramento de Lealtad (Estados Unidos); (en inglés, Pledge of Allegiance) es un juramento a los Estados Unidos y a su bandera nacional que se suele recitar, al unísono, en acontecimientos públicos y especialmente en las aulas de los colegios públicos, donde el juramento es, a menudo, un ritual matutino.

- Juramento a la Bandera (Uruguay); se realiza en acto solemne cada 19 de junio. Los niños de 1º realizan la promesa de fidelidad al Pabellón Nacional; y los adultos el Juramento. Ello es requisito para toda función pública.

Juramento a la bandera, según el Diccionario de la lengua española, tendría el mismo significado que jura de la bandera, acto solemne asociado a la milicia, en su primera acepción, o jura de bandera, en su segunda acepción. 
- Jura de la Bandera (Ecuador), ceremonia individual o masiva que ocurre cada año.Los niños en el último año escolar realizan la promesa de lealtad y devoción a la República de Ecuador.